# Abdelkrim El Hadrioui
Abdelkrim El Hadrioui (in arabo عبد الكريم الحضريوي ‎?; Taza, 6 marzo 1972) è un ex calciatore marocchino, di ruolo difensore.

## Carriera
A livello di club ha giocato con FAR Rabat, Benfica, AZ Alkmaar e Charleroi.
Con la Nazionale di calcio del Marocco ha totalizzato 62 presenze e segnato 3 gol. Ha inoltre partecipato al torneo olimpico del 1992, al campionato del mondo 1994 negli Stati Uniti d'America e al campionato del mondo 1998 in Francia.

## Palmarès

### Club

#### Competizioni nazionali
- Coppa di Portogallo: 1

Benfica: 1995-1996